# St. Pankratius (Westhausen)

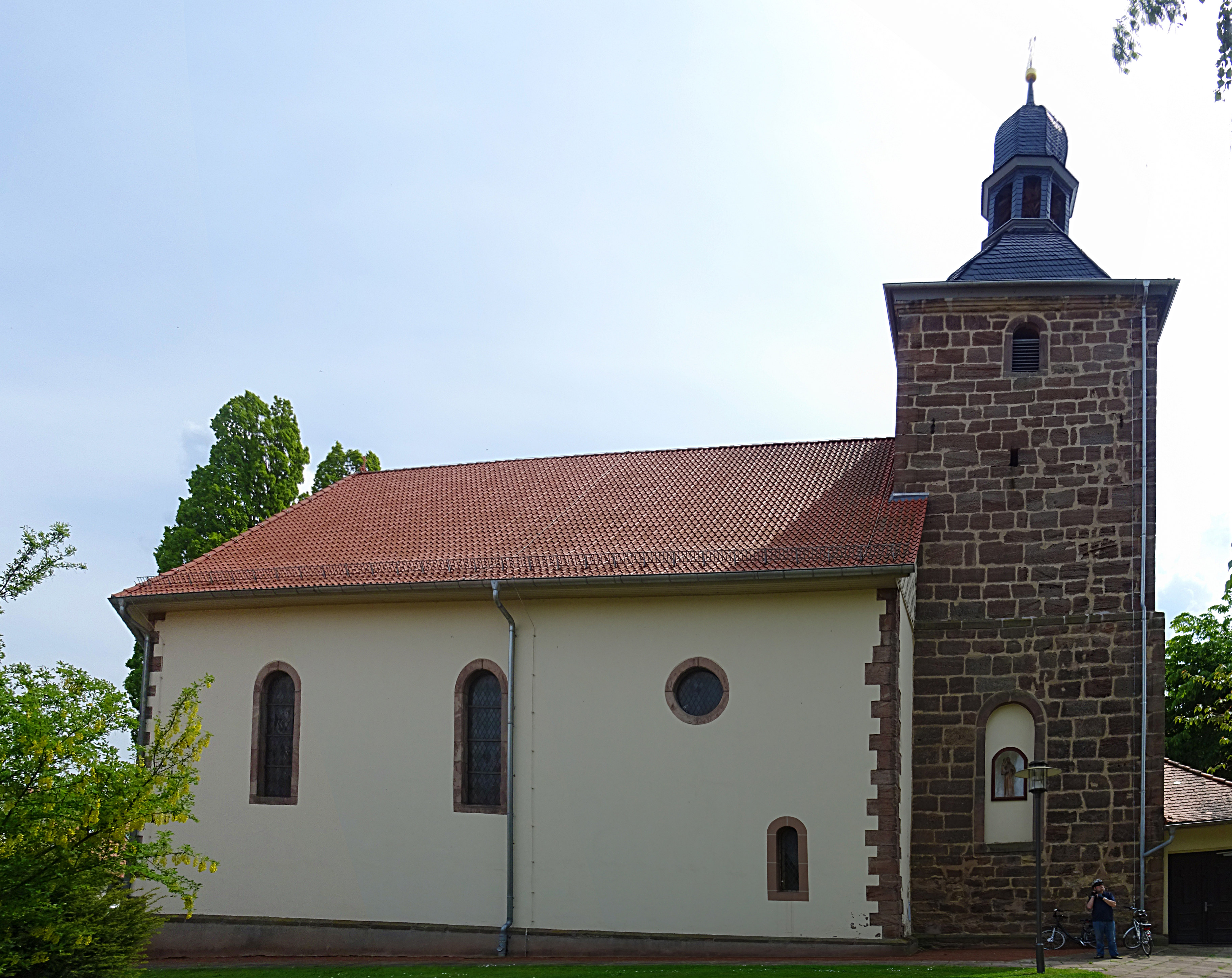
Römisch-katholische Kirche St. Pankratius in Westhausen

Die römisch-katholische Filialkirche St. Pankratius steht in Westhausen im thüringischen Landkreis Eichsfeld. Sie ist Filialkirche der Pfarrei St. Nikolaus Siemerode im Dekanat Heiligenstadt des Bistums Erfurt. Sie trägt das Patrozinium des heiligen Pankratius.

## Geschichte

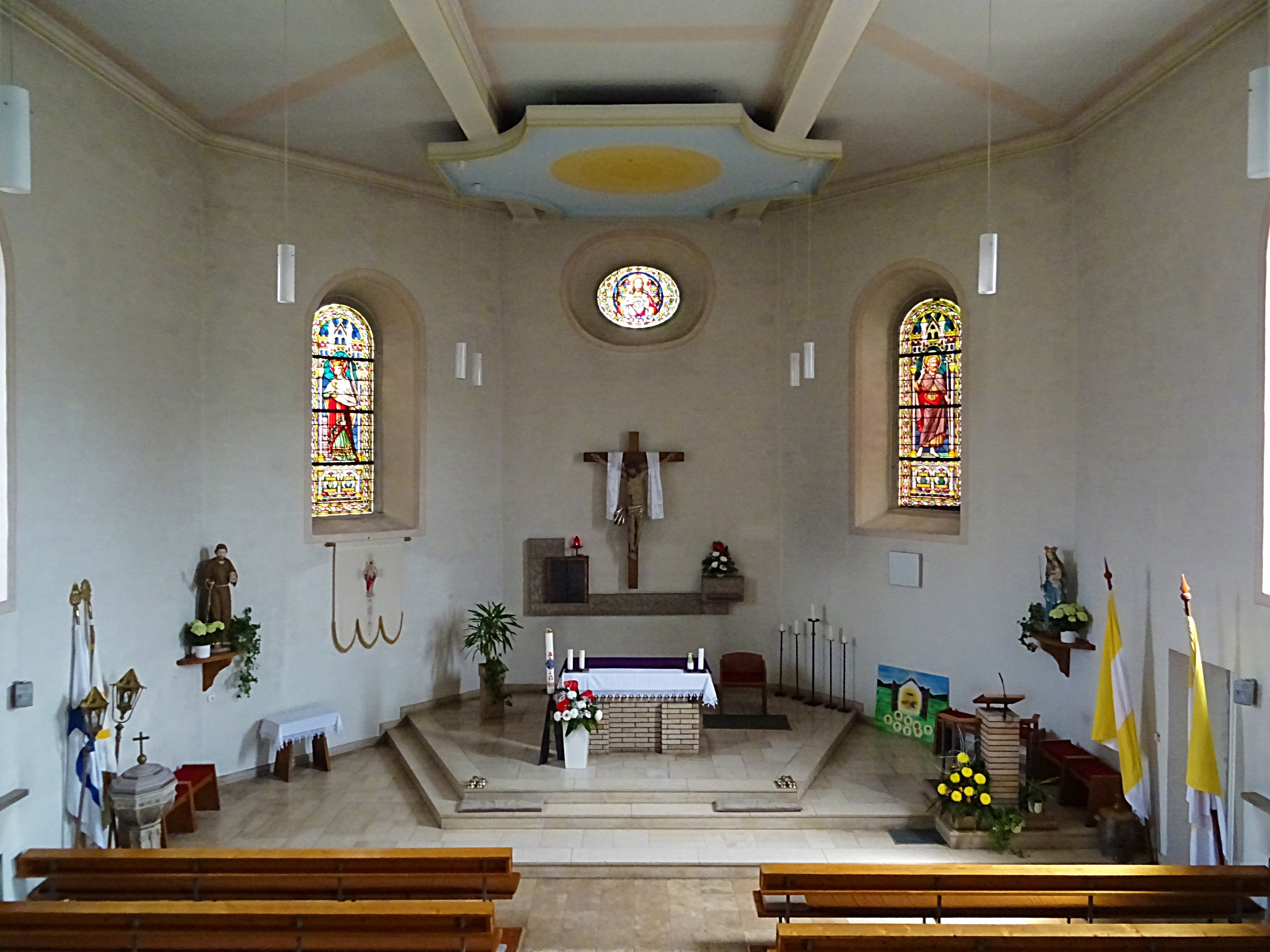
Innenansicht

Überlieferungen bezüglich diverser Vorgängerkirchen finden sich in den Quellen zur Kirchenchronik des Ortes nur lückenhaft und indirekt. So wird zwar in den Akten des Bistumsarchivs Fulda im Jahr 1178 ein Henricus von Westhusen als Pfarrer genannt, die Erwähnung eines Kirchengebäudes fehlt zu jener Zeit jedoch. Erst infolge des Deutschen Bauernkriegs wird eine kleine Kapelle erwähnt, die 1525 vernichtet wurde. Der Neubau wurde wiederum, im Rahmen des Dreißigjährigen Krieges zerstört. Die heutige Kirche St. Pankratius wurde 1719 auf den Grundmauern ihrer Vorgängerbauten errichtet. Der Turm wurde erst im Jahr 1792 errichtet, der Schlussstein weist eben jenes Jahr aus. Auf der Wetterfahne ist das Jahr 1789 vermerkt, wahrscheinlich das Jahr der Anschaffung. Die Weihe erfolgte im Oktober 1724 durch den Erfurter Weihbischof Johann Joachim Hahn. 1893 wurde die Kirche restauriert und 1894 bis 1895 eine Sakristei angebaut. Eine Altarweihe fand am 7. August 1897 durch den Paderborner Weihbischof Augustinus Gockel statt.
Bis Ende 2004 war St. Pankratius Westhausen eine eigenständige Pfarrei, zu ihr gehörte die Filialgemeinde St. Laurentius Bodenrode. Am 1. Januar 2005 wurde die Pfarrei St. Pankratius Westhausen aufgelöst. Westhausen und Bodenrode wurden zu Filialgemeinden der Pfarrei St. Mauritius Steinbach. Die Pfarrei St. Mauritius Steinbach wurde wiederum zum 1. Januar 2021 aufgelöst und alle Kirchen der Pfarrei zu Filialkirchen der neugegründeten Pfarrei St. Nikolaus Siemerode.

## Architektur
Die Kirche ist in einer einfachen Barockausbildung gehalten und besitzt einen Chor mit Fünfachtelschluss sowie einen quadratischen Turm an der Westseite der Kirche. Der Turm ist aus unverputzten Quadern gebaut, während die übrige Kirche verputzt ist. Die Haube  des Glockenturms hat eine offene Laterne und eine Schweifkuppel.

## Ausstattung
- Altarraumfenster heilige Barbara und heiliger Johannes der Täufer (Gebr. Elg aus Wehlheiden, 1895)
- Statuen des heiligen Pankratius (Bildhauer Mormann aus Wiedenbrück, 1892), der heiligen Agnes von Rom, der Elisabeth von Thüringen und des heiligen Antonius[2]

## Orgel
Die Orgel wurde um 1887 von Louis Krell gebaut. Das Instrument hat 15 Register, verteilt auf zwei Manuale und Pedal.

## Glocken
Im Kirchturm von St. Pankratius befindet sich ein dreistimmiges Glockengeläut. 1919 waren von der Glockengießerei Otto in Bremen-Hemelingen drei Bronze-Glocken gegossen worden. Zwei dieser Glocken gingen im Zweiten Weltkrieg an die Rüstungsproduktion verloren gingen, ließ die Kirchengemeinde drei neue Glocken in Apolda gießen, die am 7. Februar 1954 geweiht wurden.
| Glocke | Durchmesser | Inschrift                                 | Verbleib                                                 |
| ------ | ----------- | ----------------------------------------- | -------------------------------------------------------- |
| 1      | 1050 mm     | Santa Maria, regina pasis, ora pro nobis. | im 2. Weltkrieg eingeschmolzen                           |
| 2      | 880 mm      | Santa Pancrati, ora pro nobis.            | im 2. Weltkrieg eingeschmolzen                           |
| 3      | 78 mm       | Santa Joseph, ora pro nobis.              | am 1. Juni 1952 St. Aegidien in Heiligenstadt überlassen |

| Glocke | Gewicht | Inschrift                      |
| ------ | ------- | ------------------------------ |
| 1      | 920 kg  | Hl. Maria, bitte für uns.      |
| 2      | 530 kg  | St. Josef, bitte für uns.      |
| 3      | 360 kg  | Hl. Pankratius, bitte für uns. |